# IXe législature du Parlement basque
La IXe législature du Parlement basque est un cycle parlementaire du Parlement basque, ouvert le 3 avril 2009 à la suite des élections du 1er mars précédent, et clos le 28 août 2012.

## Bureau du Parlement
| Poste                    | Titulaire                 | Parti | Parti  | Circonscription |
| ------------------------ | ------------------------- | ----- | ------ | --------------- |
| Présidente               | Arantza Quiroga           |       | PP     | Guipuscoa       |
| Première vice-présidente | Blanca Roncal             |       | PSE-EE | Guipuscoa       |
| Second vice-président    | Iñigo Iturrate            |       | PNV    | Biscaye         |
| Premier secrétaire       | Jesús Loza                |       | PSE-EE | Alava           |
| Premier secrétaire       | Mikel Unzalu (22/03/2012) |       | PSE-EE | Alava           |
| Second secrétaire        | Mikel Martínez            |       | PNV    | Alava           |

## Groupes parlementaires
| Nom | Nom                                                                      | Début | Fin | Porte-parole                        |
| --- | ------------------------------------------------------------------------ | ----- | --- | ----------------------------------- |
|     | Groupe nationaliste basque Euzko Abertzaleak - Nacionalistas Vascos (NV) | 30    | 30  | Joseba Egibar                       |
|     | Groupe socialiste basque Socialistas Vascos - Euskal Sozialistak (SV)    | 25    | 25  | José Antonio Pastor                 |
|     | Groupe populaire basque Popular Vasco - Euskal Talde Popularra (PV)      | 13    | 13  | Leopoldo Barreda Antonio Damborenea |
|     | Groupe Aralar                                                            | 4     | 4   | Aintzane Ezenarro                   |
|     | Groupe mixte-EA                                                          | 1     | 1   | Jesús Larrazabal                    |
|     | Groupe mixte-EB-B                                                        | 1     | 1   | Mikel Arana                         |
|     | Groupe mixte-UPyD                                                        | 1     | 1   | Gorka Maneiro                       |

## Commissions parlementaires
| Commission                                                                                        | Président                    | Parti  | Parti | Circonscription |
| ------------------------------------------------------------------------------------------------- | ---------------------------- | ------ | ----- | --------------- |
| Commissions permanentes législatives                                                              |                              |        |       |                 |
| Commission des Institutions, de l'Intérieur et de la Justice                                      | Joana Madrigal               | PSE-EE |       | Alava           |
| Commission de l'Économie, des Finances et des Budgets                                             | Leire Corrales               | PNV    |       | Biscaye         |
| Commission de l'Industrie, de l'Innovation, du Commerce et du Tourisme                            | Borja Sémper                 | PP     |       | Guipuscoa       |
| Commission du Logement, des Travaux publics et des Transports                                     | Vicente Reyes                | PSE-EE |       | Biscaye         |
| Commission de l'Éducation                                                                         | Garbiñe Mendizabal           | PNV    |       | Guipuscoa       |
| Commission des Politiques sociales, du Travail et de l'Égalité                                    | Bixen Itxaso                 | PSE-EE |       | Guipuscoa       |
| Commission des Politiques sociales, du Travail et de l'Égalité                                    | Mikel Unzalu (29/04/2010)    | PSE-EE |       | Alava           |
| Commission des Politiques sociales, du Travail et de l'Égalité                                    | Loly Escudero (28/03/2012)   | PSE-EE |       | Alava           |
| Commission des Droits humains et des Demandes citoyennes                                          | Mar Blanco                   | PP     |       | Alava           |
| Commission de la Culture et de la Jeunesse                                                        | Benjamín Atutxa              | PSE-EE |       | Guipuscoa       |
| Commission de l'Ennvironnement, de la Planification territoriale, de l'Agriculture et de la Pêche | Javier Carro                 | PNV    |       | Alava           |
| Commission des Affaires européennes et de l'Action extérieure                                     | Esozi Leturiondo             | PSE-EE |       | Alava           |
| Commission de la Santé et de la Consommation                                                      | Carmelo Barrio               | PP     |       | Alava           |
| Commissions permanentes non-législatives                                                          |                              |        |       |                 |
| Commission du Règlement et du Gouvernement                                                        | Arantza Quiroga              | PP     |       | Guipuscoa       |
| Commission des Incompatibilités                                                                   | José María González          | PNV    |       | Biscaye         |
| Commission des Incompatibilités                                                                   | Unai Rementeria (27/05/2009) | PNV    |       | Biscaye         |
| Commission des Incompatibilités                                                                   | Carmen Liñares (16/09/2011)  | PNV    |       | Alava           |
| Commission du Statut parlementaire                                                                | Ricardo Gatzagaetxebarría    | PNV    |       | Biscaye         |
| Commission du Contrôle parlementaire d'EITB                                                       | Mertxe Agúndez               | PSE-EE |       | Biscaye         |

## Gouvernement et opposition
| Date                                  | Candidats                 | Vote       |     |        |    |        |    |      |      | Résultat |
| Date                                  | Candidats                 | Vote       | PNV | PSE-EE | PP | Aralar | EA | EB-B | UPyD | Résultat |
| 5 mai 2009 (majorité absolue requise) | Patxi López (PSE-EE)      | Oui        |     | 25     | 13 |        |    |      | 1    | 39 / 75  |
| 5 mai 2009 (majorité absolue requise) | Juan José Ibarretxe (PNV) | Non        | 30  |        |    | 4      | 1  |      |      | 35 / 75  |
| 5 mai 2009 (majorité absolue requise) | Abstention                | Abstention |     |        |    |        |    | 1    |      | 1 / 75   |

## Désignations

### Sénateurs
| Parti  | Parti | Sénateurs désignés         | Voix | Voix |
| ------ | ----- | -------------------------- | ---- | ---- |
| PSE-EE |       | Roberto Lertxundi Barañano | 37   | -    |
| PNV    |       | Joseba Zubia Atxaerandio   | 30   | -    |
| PP     |       | Juana Iturmendi Maguregui  | -    | 37   |

- Désignation : 12 juin 2009.